# Lautertal-Wolfstal
Das Gebiet Lautertal-Wolfstal ist ein mit Verordnung vom 16. Juli 2001 durch die Körperschaftsforstdirektion Tübingen ausgewiesener Schonwald (Schutzgebiet-Nummer 200414) in Baden-Württemberg.

## Lage
Der Schonwald umfasst die Talhänge der Großen Lauter zwischen dem Hayinger Stadtteil Anhausen und Lauterach und der in diesem Bereich einmündenden Seitentäler Wolfstal,
Schneiderstal und Bärental. Er schließt Wald der Städte Ehingen und Hayingen, der Stiftung Liebenau und Staatswald ein.
Im Einzelnen werden folgende Waldteile einbezogen:
- Forstbezirk Ehingen:
  - Staatswald:
    - Distr. IIX Kaltenbuch, Abt. 3, 6, 11, 12, 13 jeweils z. T.
    - Distr. IX Rotenay, Abt. 2, 7, 8, 9
    - Distr. X Gieselwald, Abt. 1 und 2 sowie 3 bis 5 z. T.

  - Stadtwald Ehingen:
    - Distr. XXVI Erbstetter Wald, Abt. 11 und 14 sowie Abt. 3, 7, 9, 13 jeweils z. T.

  - Stiftung Liebenau:
    - Distr. II Kreuzberg, Abt. 1 und 2 jeweils z. T.
    - Distr. III Lindenbühl, z. T.
- Forstbezirk Zwiefalten:
  - Stadtwald Hayingen:
    - Distr. I Bärental, Abt. 1
    - Distr. XVI Talwald, Abt. 1 z. T.[1]

Der Schonwald hat Anteile an den Landschaftsschutzgebieten Großes Lautertal, Ehingen und Lauterach. Der Schonwald hat Anteil am FFH-Gebiet Großes Lautertal und Landgericht
Die Schonwald hat zudem Anteile an den FFH-Gebieten Donau zwischen Munderkingen und Riedlingen und Großes Lautertal und Landgericht sowie am Vogelschutzgebiet Täler der Mittleren Flächenalb.

## Geologie
An den Hängen des Lautertals finden sich südlich von Anhausen und nordöstlich von Oberwilzingen einige Felsen aus dem Kalkstein des Weißen Jura.

## Flora und Fauna
Im Schutzgebiet sind die folgenden Biotope vorhanden: Schonwald Lautertal - Schluchtwald mit der Biotopnummer 277234253105,
Seggenbuchenwälder W Erbstetten mit der Biotopnummer 277234253107, Felsen S Anhausen (2) mit der Biotopnummer 277234150606,
Blockwälder im Lautertal - Kernzone mit der Biotopnummer 277234153103, Kächelesbrunnen mit der Biotopnummer 277234157729,
Pflanzenstandort O Bärental mit der Biotopnummer 277234253101, Blockwälder am Hirschhau und Umgebung mit der Biotopnummer 277234253104,
Felsen Kohlhäule im Lautertal mit der Biotopnummer 277234257753, Schneidertal/Immenfels mit der Biotopnummer 277234253121,
Felsen NO Oberwilzingen (1) mit der Biotopnummer 277234150615, Magerrasen im Gewann 'Bühlenfingen' mit der  Biotopnummer 177234156448,
Hecken und Magerrasen im Gewann 'Strangen/Röte'  mit der Biotopmummer 177234156391, Mähwiese FFH-Gebiet 7622341 mit der Biotopnummer 377234150001
und Felsen NO Oberwilzingen (2) mit der Biotopnummer 277234150618.
Im Schonwald kommen laut Waldbiotopkartierung die folgenden Pflanzen vor:
Feldahorn, Spitzahorn, Berg-Ahorn, Giersch, Sand-Schaumkresse, Aronstab, Mauerraute, Braunstieliger Streifenfarn, Fieder-Zwenke,
Wald-Trespe, Alpen-Distel, Weiße Segge, Finger-Segge, Berg-Segge, Golddistel, Gemeine Hainbuche, Kohldistel, Roter Hartriegel,
Gemeine Hasel, Zweigriffeliger Weißdorn, Zerbrechlicher Blasenfarn, Echter Seidelbast, Echter Wurmfarn, Zypressen-Wolfsmilch, Gemeine Esche,
Gewöhnliche Goldnessel, Waldmeister, Wald-Labkraut, Ruprechtskraut, Blutroter Storchschnabel, Gewöhnlicher Hufeisenklee, Gemeiner Wacholder,
Gefleckte Taubnessel, Breitblättriges Laserkraut, Gewöhnlicher Liguster, Türkenbund, Rote Heckenkirsche, Ausdauerndes Silberblatt,
Wald-Bingelkraut, Vogel-Nestwurz, Berg-Hellerkraut, Oregano, Gemeine Fichte, Waldkiefer, Zweiblättrige Waldhyazinthe, Vielblütige Weißwurz,
Echtes Salomonssiegel, Echte Schlüsselblume, Schlehdorn, Alpen-Johannisbeere, Stachelbeere, Schild-Ampfer, Kalk-Blaugras, Gewöhnliche Goldrute,
Echte Mehlbeere, Breitblättrige Mehlbeere, Elsbeere, Alpen-Ziest, Edel-Gamander, Berg-Leinblatt, Sommerlinde, Bergulme,
Große Brennnessel, Dreiblättriger Baldrian, Wolliger Schneeball, Weiße Schwalbenwurz, Gewöhnliche Felsenbirne, Rispige Graslilie,
Rauhaarige Gänsekresse, Alpenmaßliebchen, Rundblättrige Glockenblume, Maiglöckchen, Alpen-Pippau, Braunrote Stendelwurz, Breitblättrige Stendelwurz,
Mandelblättrige Wolfsmilch, Rotbuche, Faulbaum, Berg-Johanniskraut, Wiesen-Wachtelweizen, Nickendes Perlgras, Schopfige Kreuzblume,
Stieleiche, Steinbeere, Tauben-Skabiose, Weiße Fetthenne, Berg-Gamander, Gewöhnliche Haselwurz, Pfirsichblättrige Glockenblume,
Nesselblättrige Glockenblume, Blaugrüne Segge, Wechselblättriges Milzkraut, Breitblättriger Dornfarn, Berg-Weidenröschen, Wald-Erdbeere,
Gemeiner Efeu, Waldgerste, Mauerlattich, Wald-Sauerklee, Gelappter Schildfarn, Himbeere, Schwarzer Holunder, Roter Holunder,
Große Brennnessel, Wolfs-Eisenhut, Bunter Eisenhut, Hirschzungenfarn, Gewöhnlicher Tüpfelfarn, Wald-Ziest, Große Brennnessel,
Kriechender Günsel, Knoblauchsrauke, Wald-Engelwurz, Wald-Zwenke, Weiße Pestwurz, Spitzwegerich, Hundsrose, Sal-Weide,
Knotige Braunwurz, Breitblättriger Rohrkolben, Wildschwein, Echter Wundklee, Kriechendes Netzblatt, Fichtenspargel, Moosauge,
Birngrün, Gewöhnliche Berberitze, Schöllkraut, Schwarzwerdender Geißklee, Großblütiger Fingerhut, Gewöhnlicher Spindelstrauch,
Großes Springkraut, Frühlings-Platterbse, Fuchsienblütige Johannisbeere, Gewöhnliche Traubenkirsche, Gemeiner Odermennig, Genfer Günsel,
Bärenschote, Mittleres Zittergras, Aufrechte Trespe, Nickende Distel, Silberdistel, Gold-Kälberkropf, Acker-Kratzdistel, Kartäusernelke,
Warzen-Wolfsmilch, Echtes Labkraut, Gewöhnlicher Flügelginster, Echter Wiesenhafer, Kleines Habichtskraut, Acker-Witwenblume, Pyramiden-Schillergras,
Gewöhnlicher Hornklee, Kriechende Hauhechel, Kriechender Hahnenfuß, Purgier-Kreuzdorn, Grannen-Klappertopf, Wiesensalbei, Kleiner Wiesenknopf,
Breitblättriger Thymian, Großer Ehrenpreis, Gewöhnlicher Schneeball, Gemeine Schafgarbe, Sommer-Adonisröschen, Kohl-Lauch, Gewöhnlicher Glatthafer,
Hügel-Meier, Berg-Aster, Acker-Glockenblume, Krause Ringdistel, Skabiosen-Flockenblume, Acker-Hornkraut, Ackerwinde, Kriech-Quecke,
Schaf-Schwingel, Wiesen-Labkraut, Echtes Labkraut, Wiesen-Bärenklau, Acker-Wachtelweizen, Saat-Esparsette, Steppen-Lieschgras,
Rötliches Fingerkraut, Frühlings-Fingerkraut, Großblütige Braunelle, Scharfer Mauerpfeffer, Weiße Lichtnelke, Aufrechter Ziest,
Mittlerer Klee, Mehlige Königskerze, Wiesen-Kerbel, Schlangen-Knöterich, Wiesen-Glockenblume, Wiesen-Schaumkraut, Quellen-Hornkraut,
Gewimpertes Kreuzlabkraut, Wiesen-Knäuelgras, Wiesen-Schwingel, Gewöhnlicher Rot-Schwingel, Weißes Labkraut, Gundermann, Fettwiesen-Margerite,
Hopfenklee, Wiesen-Lieschgras, Gewöhnliches Rispengras, Scharfer Hahnenfuß, Wiesen-Sauerampfer, Rote Lichtnelke, Gewöhnlicher Löwenzahn,
Wiesenklee, Weißklee, Wiesen-Goldhafer, Gamander-Ehrenpreis, Zaun-Wicke, Ähriges Christophskraut, Wald-Frauenfarn, Hain-Rispengras.

## Schutzzweck
Der Schutzzweck des Schonwalds ist gemäß Schutzgebietsverordnung
- der Erhalt und die Förderung der naturnahen und standortsgemäßen Laubwaldgesellschaften in ihrer typischen Baumartenzusammensetzung und ihrem sonstigen gesellschaftstypischen Arteninventar;
- die langfristige Überführung der einbezogenen Fichtenbestände in standortsgemäße Laub-Mischwälder;
- der Erhalt eines kleinflächigen Vorkommens zweier Wintergrün-Arten und einer Orchidee (Pyrola uniflora, Pyrola secunda, Goodyera repens).

## Betreuung
Wissenschaftlich betreut wird der Schonwald durch die Forstliche Versuchs- und Forschungsanstalt Baden-Württemberg (BVA).